# 威斯特法伦足球联赛
威斯特法伦足球联赛（德語：Fußball-Westfalenliga，在2008年以前称为威斯特法伦协会联赛）是由威斯特法伦足球及田径协会主办的第二级足球联赛以及德国足球联赛系统中的第六级赛事。它位居威斯特法伦高级联赛之下，由两个平行运作的赛区所组成。赛事最成功的球队为埃尔肯施维克和锡根体育之友，各曾六次夺冠。

## 历史
威斯特法伦联赛是自1956-57赛季，作为当时德国第三级的“威斯特法伦协会联赛”（Verbandsliga Westfalen）创立，并自那时起便已分为两个平行的赛区运作。尽管两个赛区分别被称为东北区（或第1组）和西南区（或第2组），威斯特法伦协会联赛还是被视为设有两个区域组别的同一个联赛，因为球队根据地理需要会经常在赛区间转换。两个赛区的行政和历史一直是紧密联系在一起的。赛事的成立，为当时已有的第二级西部高级乙组联赛和至今仍分为四个赛区的威斯特法伦州级联赛之间创造出一个具竞争力的新级别。即便当德甲联赛于1963-64赛季成立以及德乙联赛在1974-75赛季引入，威斯特法伦协会联赛仍能维持德国足球联赛系统中的第三级地位。
由于在1977-78赛季之前，这项赛事都是威斯特法伦足球及田径协会辖下的最高级别联赛，因此两个赛区的优胜者还需额外参加季后赛，以争夺威斯特法伦冠军的头衔。威斯特法伦冠军则可参加后续的升级附加赛，与下莱茵协会联赛和中莱茵协会联赛的冠军争夺升入更高级别联赛的资格。可升入的级别在1962-63赛季前为西部高级乙组联赛、从1963-64赛季至1973-74赛季期间为西部地区联赛以及自1974-75赛季起为德乙联赛。
直至更高级别的威斯特法伦高级联赛于1978-79赛季设立，威斯特法伦协会联赛才被降为联赛金字塔的第四级。威斯特法伦冠军的头衔从此将授予威斯特法伦高级联赛的优胜者。因此，两个赛区优胜者之间的季后赛被取消，它们自那时起均可直接升入威斯特法伦高级联赛。倘若后者因更高级别联赛的降级形势而产生多余的参赛名额，则协会联赛两个赛区的亚军亦有机会升级。
在地区联赛于1994-95赛季重新引入后，威斯特法伦协会联赛先是降入第五级别，然后在德丙联赛于2008-09赛季成立后进一步沦为联赛系统的第六级赛事。
作为北莱茵高级联赛和威斯特法伦高级联赛于2008-09赛季合并成北威联赛的一部分，威斯特法伦协会联赛正式更名为“威斯特法伦联赛”，并因此再度成为威斯特法伦足协辖下的最高级别联赛。然而，在两个赛区优胜者之间关于争夺争夺威斯特法伦冠军头衔的附加赛却没有重新设立。
随着地区联赛于2012年再次进行改革，威斯特法伦联赛由于威斯特法伦高级联赛的重新引入而从此再度沦为威斯特法伦的第二级赛事。

## 赛制
威斯特法伦联赛是由两个赛区、每个赛区各16支球队的均衡规模组成。一般情况下，来自明斯特兰和东威斯特法伦的球队会在1区作赛，而来自鲁尔区、绍尔兰和锡格兰的球队则在2区作赛。两个赛区于每年会根据地理基础进行精准划分。为此，来自威斯特法伦中部的球队会进行调整，以确保赛区规模的平衡。
赛区优胜者之间不再设决赛，每个赛区的冠军可以直接升入威斯特法伦高级联赛，除非同一家俱乐部已有另一支球队在该级别作赛。在此情况下（包括放弃升级），则由相应赛区排名下一顺位、并且符合升级要求的球队顶替升级。每个赛区排名榜尾的3支球队需要降入由四赛区组成的威斯特法伦州级联赛。

## 历年冠军

### 第三级的协会联赛（1956－1978）
| 年份 | 1区                  | 2区                   | 决赛比分                               |
| ---- | -------------------- | --------------------- | -------------------------------------- |
| 1957 | 贝库姆               | 格拉德贝克体育之友    | 5:1，3:3                               |
| 1958 | 埃尔肯施维克         | 洪布鲁赫09            | 2:3，3:7                               |
| 1959 | 贝库姆               | 锡根体育之友          | 2:0，2:1                               |
| 1960 | 塞尔姆               | 哈根                  | 1:3，3:0，2:1（于多特蒙德）            |
| 1961 | 日耳曼尼亚达特尔恩   | 锡根体育之友          | 0:3，5:0，2:0（于哈根）                |
| 1962 | 阿米尼亚比勒费尔德   | 布拉姆鲍尔 (1)        | 2:1，0:0                               |
| 1963 | 比勒费尔德03         | 吕嫩                  | 1:3（于哈姆）                          |
| 1964 | 和睦盖尔森基兴       | 多特蒙德95            | 1:1，2:2，2:0（于卡斯特罗普-劳克塞尔） |
| 1965 | 埃尔肯施维克         | 波鸿                  | 1:4，3:2，1:1加时（于雷克林豪森） (2)  |
| 1966 | 哈姆                 | 哈根                  | 无决赛 (3)                             |
| 1967 | 埃尔肯施维克 (4)     | 吕嫩                  | 0:0加时（于卡斯特罗普-劳克塞尔） (5)   |
| 1968 | 埃尔肯施维克         | 哈根                  | 2:1（于埃尔肯施维克） (6)              |
| 1969 | DJK居特斯洛          | 瓦滕沙伊德09          | 3:1（于哈姆）                          |
| 1970 | 和睦盖尔森基兴       | 威斯特法伦黑尔讷      | 2:1（于黑尔讷）                        |
| 1971 | 阿米尼亚居特斯洛 (7) | 克拉费尔德-盖斯韦德08 | 1:0（于哈根）                          |
| 1972 | 霍斯特-埃姆舍        | 锡根体育之友          | 3:1，0:4加时（点球大战6:7）            |
| 1973 | 比勒费尔德03 (8)     | 红白吕登沙伊德        | 2:1（于吕嫩）                          |
| 1974 | SC雷克林豪森         | 诺伊恩拉德            | 0:3，2:4                               |
| 1975 | 阿米尼亚居特斯洛 (9) | 威斯特法伦黑尔讷      | 0:2，2:4                               |
| 1976 | 黑尔福德             | 霍尔茨维克德          | 3:1，1:2                               |
| 1977 | 阿米尼亚居特斯洛     | 红白吕登沙伊德        | 2:6，2:0                               |
| 1978 | 帕德博恩 (10)        | 万讷-埃克尔           | 0:2，2:1                               |

1 布拉姆鲍尔在争夺赛区头名的附加赛中以1:0战胜达尔豪森。

2 波鸿通过抽签夺冠。

3 哈根放弃参加决赛。

4 埃尔肯施维克在争夺赛区头名的附加赛中以2:0战胜黑尔滕竞赛俱乐部

5 两队均放弃重赛。

6 哈根放弃参加决赛，并由施韦特顶替。

7 阿米尼亚居特斯洛在争夺赛区头名的附加赛中与哈姆经过加时仍战成2:2平局。在重赛中，居特斯洛经过加时以3:2获胜。

8 比勒费尔德03在争夺赛区头名的附加赛中以3:1战胜哈塞尔。

9 阿米尼亚居特斯洛在争夺赛区头名的附加赛中以2:1及1:0战胜黑尔福德。

10帕德博恩在争夺赛区头名的附加赛中以1:0及1:1战胜赖内。

### 第四级的协会联赛（1978－1994）
| 年份 | 1区            | 2区                        | 其它升班马                   |
| ---- | -------------- | -------------------------- | ---------------------------- |
| 1979 | 瓦尔特罗普     | 条顿尼亚利普施塔特         | –                            |
| 1980 | 哈姆           | 霍斯特-埃姆舍              | –                            |
| 1981 | 和睦哈姆-希森  | 吕嫩                       | –                            |
| 1982 | 舍平根         | 波鸿业余队                 | –                            |
| 1983 | 戈费尔德       | 朗根德里尔04               | –                            |
| 1984 | 雷肯           | DJK吕特根多特蒙德大道 (11) | –                            |
| 1985 | 雷克林豪森     | 许斯滕09                   | –                            |
| 1986 | 费尔           | 瓦滕沙伊德09业余队         | –                            |
| 1987 | 马尔           | 普鲁士多特蒙德业余队       | 哈塞尔                       |
| 1988 | 赖内           | 锡根体育之友 (12)          | –                            |
| 1989 | 贝库姆 (13)    | 雪尔德                     | 波鸿业余队                   |
| 1990 | 许尔斯         | 红白吕登沙伊德             | 雷克林豪森                   |
| 1991 | 居特斯洛       | 格费尔斯贝格               | –                            |
| 1992 | 沙尔克04业余队 | 锡根体育之友               | 布拉克尔、瓦滕沙伊德09业余队 |
| 1993 | 迪尔门 (14)    | 霍尔茨维克德 (15)          | –                            |
| 1994 | 许尔斯         | 锡根体育之友               | –                            |

11 吕特根多特蒙德在争夺赛区头名的附加赛中以3:2战胜瓦滕沙伊德09业余队。

12 锡根体育之友在争夺赛区头名的附加赛中通过点球大战以6:4战胜雪尔德。

13 贝库姆在争夺赛区头名的附加赛中以7:2战胜雷克林豪森。

14 迪尔门在争夺赛区头名的附加赛中通过加时以4:2战胜哈姆。

15 霍尔茨维克德在争夺赛区头名的附加赛中以1:0战胜奥伊斯特里希体育之友。

### 第五级的协会联赛（1994－2008）
| 年份 | 1区                      | 2区                    | 其它升班马                       |
| ---- | ------------------------ | ---------------------- | -------------------------------- |
| 1995 | 艾伦                     | 奥伊斯特里希体育之友   | 罗特豪森                         |
| 1996 | 迪尔门                   | DJK霍德尔              | –                                |
| 1997 | 蓝白雷克林豪森邮政       | 沙尔克04业余队         | 波鸿业余队                       |
| 1998 | 和睦赖内                 | 基希赫伦运动竞赛俱乐部 | 利普施塔特08、朗根德里尔04       |
| 1999 | 普鲁士伦格里希 (16)      | 威斯特法伦黑尔讷       | 黑尔福德、罗特豪森               |
| 2000 | 吕嫩                     | 施普罗克赫费尔         | –                                |
| 2001 | 费希特比勒费尔德         | 哈塞尔                 | 赫费尔霍夫                       |
| 2002 | 阿米尼亚比勒费尔德业余队 | 施普罗克赫费尔         | 埃姆斯代滕05、锡根体育之友业余队 |
| 2003 | 艾伦业余队               | 舍姆贝克               | 科恩哈彭前进                     |
| 2004 | 洛特体育之友             | 埃尔肯施维克           | –                                |
| 2005 | 德尔布吕克               | 威斯特法伦黑尔讷       | –                                |
| 2006 | 哈姆                     | 万讷-埃克尔            | 奥伊斯特里希-伊瑟隆 (17)         |
| 2007 | 舍姆贝克                 | 施普罗克赫费尔         | 维登布吕克、日耳曼尼亚格拉德贝克 |
| 2008 | 许尔斯                   | 瓦滕沙伊德09           |                                  |

16 因为一场比赛的得分，普鲁士伦格里希成为冠军。然而原本的冠军黑尔福德亦获升级。

17 万讷-埃克尔被拒绝升级。

### 第六级的威斯特法伦联赛（自2008年起）
| 年份 | 1区              | 2区            | 其它升班马 |
| ---- | ---------------- | -------------- | --- |
| 2009 | 维登布吕克       | 施普罗克赫费尔 | – |
| 2010 | 威斯特法伦里内恩 | 埃尔肯施维克   | – |
| 2011 | 多恩贝格         | 埃恩德特布吕克 | – |
| 2012 | 利普施塔特08     | 瓦滕沙伊德09   | 哈姆、居特斯洛2000、罗兰德贝库姆、吉芬贝克、新基兴（均为1区）；埃尔肯施维克、黑芬、埃内佩塔尔、施普罗克赫费尔（均为2区） |
| 2013 | 勒丁豪森         | 茨韦克尔       | 和睦赖内 |
| 2014 | 施塔特洛恩       | ASC09多特蒙德  | |
| 2015 | 帕德博恩07二队   | 马尔-许尔斯    | 舍姆贝克 |
| 2016 | 哈塞尔           | 布吕宁豪森     | 卡安-马里恩伯恩 |